# Liste der Gemeinden in Estland

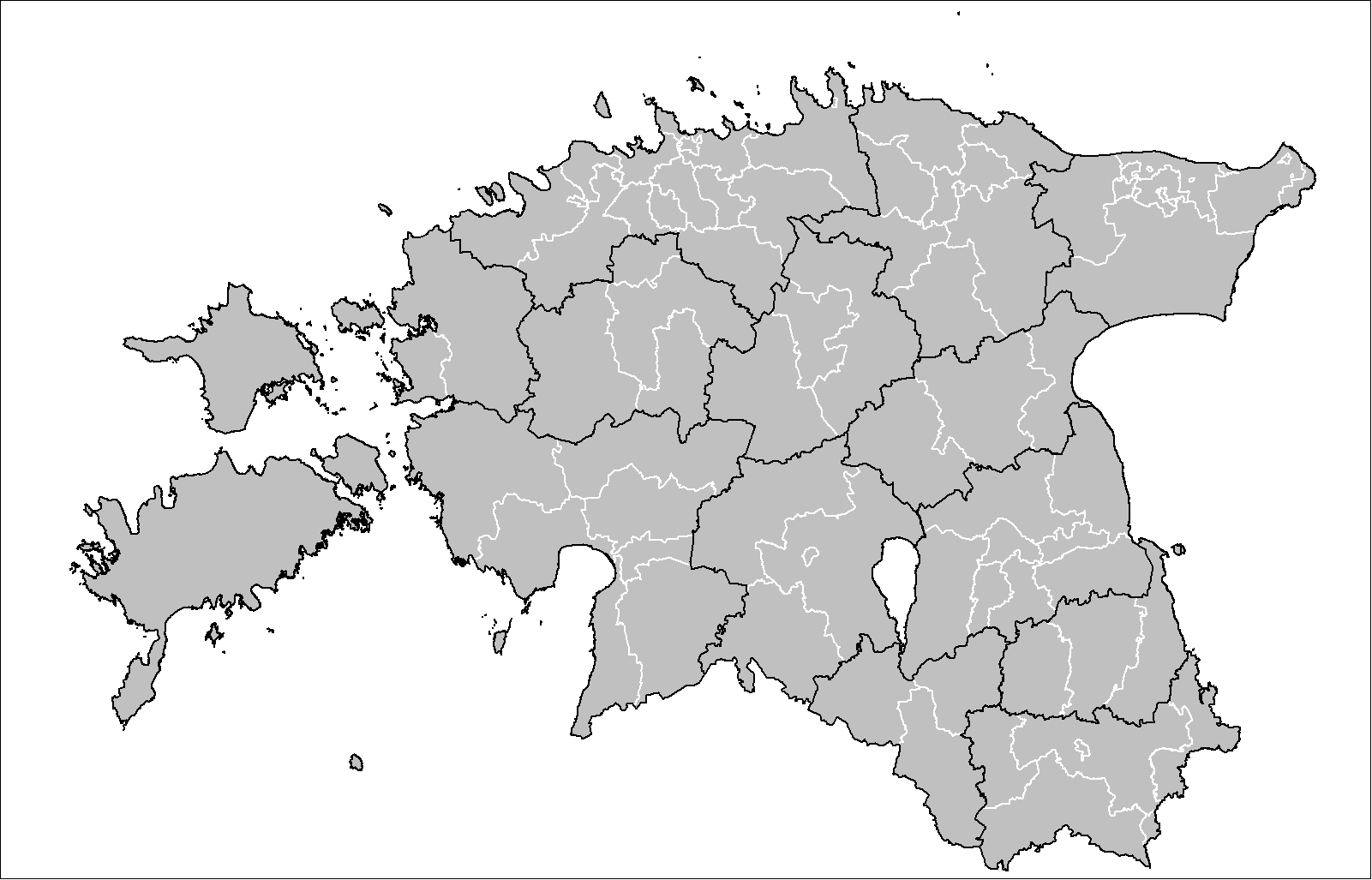
Gemeindegrenzen Estlands

Die 79 Gemeinden (estnisch: omavalitsus, Plural omavalitsused) Estlands bilden, die zweithöchste Verwaltungseinheiten innerhalb der Verwaltungsgliederung Estlands und bilden die Ebene unterhalb der Kreise (maakond). Jede Gemeinde ist eine Einheit der Selbstverwaltung mit eigenen Vertretungs- und Exekutivorganen. Die Gemeinden in Estland erstrecken sich über das gesamte Gebiet des Landes und es gibt keine gemeindefreien Gebiete.
In Estland gibt es zwei Arten von Gemeinden:
- Stadtgemeinden oder Städte (linnad, Singular linn)

- Landgemeinden oder Pfarreien (vallad, Singular vald).

Es gibt keine weitere Statusunterscheidung zwischen ihnen. Gemeinden sind weiter in Städte, Minderstädte (alev), Siedlungen (alevik) und Dörfer (küla) untergliedert.
Nach Abschluss einer Verwaltungsreform im Oktober 2017 gibt es insgesamt 79 Gemeinden, von denen 15 Stadtgemeinden und 64 Landgemeinden sind. 51 der heutigen Gemeinden sind das Ergebnis von Fusionen, 28 blieben unverändert.

## Liste der Gemeinden
Die 79 Gemeinden Estlands waren in alphabetischer Reihenfolge:
| Name                  | Verwaltungszentrum       | Fläche (km2) | Einwohner (2021) | Typ           | Kreis            | Flagge | Wappen | Karte |
| --------------------- | ------------------------ | ------------ | ---------------- | ------------- | ---------------- | ------ | ------ | ----- |
| Alutaguse             | Iisaku                   | 1.459        | 4.167            | Landgemeinde  | Kreis Ida-Viru   |        |        |       |
| Anija                 | Kehra                    | 533          | 6.262            | Landgemeinde  | Kreis Harju      |        |        |       |
| Antsla                | Antsla                   | 411          | 4.222            | Landgemeinde  | Kreis Võru       |        |        |       |
| Elva                  | Elva                     | 732          | 14.707           | Landgemeinde  | Kreis Tartu      |        |        |       |
| Häädemeeste           | Häädemeeste              | 494          | 4.616            | Landgemeinde  | Kreis Pärnu      |        |        |       |
| Haapsalu              | Haapsalu                 | 272          | 13.132           | Stadtgemeinde | Kreis Lääne      |        |        |       |
| Haljala               | Haljala                  | 549          | 4.090            | Landgemeinde  | Kreis Lääne-Viru |        |        |       |
| Harku                 | Tabasalu                 | 159          | 16.380           | Landgemeinde  | Kreis Harju      |        |        |       |
| Hiiumaa               | Kärdla                   | 1.032        | 8.497            | Landgemeinde  | Kreis Hiiu       |        |        |       |
| Järva                 | Järva-Jaani              | 1.223        | 8.632            | Landgemeinde  | Kreis Järva      |        |        |       |
| Jõelähtme             | Jõelähtme                | 211          | 6.970            | Landgemeinde  | Kreis Harju      |        |        |       |
| Jõgeva                | Jõgeva                   | 1.040        | 13.186           | Landgemeinde  | Kreis Jõgeva     |        |        |       |
| Jõhvi                 | Jõhvi                    | 124          | 11.948           | Landgemeinde  | Kreis Ida-Viru   |        |        |       |
| Kadrina               | Kadrina                  | 354          | 4.838            | Landgemeinde  | Kreis Lääne-Viru |        |        |       |
| Kambja                | Ülenurme                 | 275          | 12.858           | Landgemeinde  | Kreis Tartu      |        |        |       |
| Kanepi                | Kanepi                   | 525          | 4.481            | Landgemeinde  | Kreis Põlva      |        |        |       |
| Kastre                | Kastre                   | 493          | 5.402            | Landgemeinde  | Kreis Tartu      |        |        |       |
| Kehtna                | Kehtna                   | 512          | 5.407            | Landgemeinde  | Kreis Rapla      |        |        |       |
| Keila                 | Keila                    | 11           | 10.499           | Stadtgemeinde | Kreis Harju      |        |        |       |
| Kihnu                 | Sääre                    | 17           | 551              | Landgemeinde  | Kreis Pärnu      |        |        |       |
| Kiili                 | Kiili                    | 101          | 6.165            | Landgemeinde  | Kreis Harju      |        |        |       |
| Kohila                | Kohila                   | 230          | 7.525            | Landgemeinde  | Kreis Rapla      |        |        |       |
| Kohtla-Järve          | Kohtla-Järve             | 39           | 33.499           | Stadtgemeinde | Kreis Ida-Viru   |        |        |       |
| Kose                  | Kose                     | 533          | 7.451            | Landgemeinde  | Kreis Harju      |        |        |       |
| Kuusalu               | Kiiu                     | 710          | 6.242            | Landgemeinde  | Kreis Harju      |        |        |       |
| Lääne-Harju           | Paldiski                 | 646          | 12.997           | Landgemeinde  | Kreis Harju      |        |        |       |
| Lääne-Nigula          | Taebla                   | 1.449        | 6.796            | Landgemeinde  | Kreis Lääne      |        |        |       |
| Lääneranna            | Lihula                   | 1.363        | 5.073            | Landgemeinde  | Kreis Pärnu      |        |        |       |
| Loksa                 | Loksa                    | 4            | 2.615            | Stadtgemeinde | Kreis Harju      |        |        |       |
| Lüganuse              | Lüganuse                 | 599          | 8.223            | Landgemeinde  | Kreis Ida-Viru   |        |        |       |
| Luunja                | Luunja                   | 132          | 5.378            | Landgemeinde  | Kreis Tartu      |        |        |       |
| Maardu                | Maardu                   | 23           | 16.170           | Stadtgemeinde | Kreis Harju      |        |        |       |
| Märjamaa              | Märjamaa                 | 1.163        | 7.368            | Landgemeinde  | Kreis Rapla      |        |        |       |
| Muhu                  | Liiva                    | 208          | 1.646            | Landgemeinde  | Kreis Saare      |        |        |       |
| Mulgi                 | Abja-Paluoja             | 881          | 7.026            | Landgemeinde  | Kreis Viljandi   |        |        |       |
| Mustvee               | Mustvee                  | 616          | 4.982            | Landgemeinde  | Kreis Jõgeva     |        |        |       |
| Narva                 | Narva                    | 69           | 53.955           | Stadtgemeinde | Kreis Ida-Viru   |        |        |       |
| Narva-Jõesuu          | Narva-Jõesuu             | 405          | 4.175            | Stadtgemeinde | Kreis Ida-Viru   |        |        |       |
| Nõo                   | Nõo                      | 169          | 4.266            | Landgemeinde  | Kreis Tartu      |        |        |       |
| Otepää                | Otepää                   | 520          | 6.238            | Landgemeinde  | Kreis Valga      |        |        |       |
| Paide                 | Paide                    | 443          | 10.439           | Stadtgemeinde | Kreis Järva      |        |        |       |
| Pärnu                 | Pärnu                    | 858          | 51.212           | Stadtgemeinde | Kreis Pärnu      |        |        |       |
| Peipsiääre            | Kolkja                   | 652          | 5.108            | Landgemeinde  | Kreis Tartu      |        |        |       |
| Põhja-Pärnumaa        | Pärnu-Jaagupi und Vändra | 1.011        | 8.048            | Landgemeinde  | Kreis Pärnu      |        |        |       |
| Põhja-Sakala          | Suure-Jaani              | 1.153        | 7.735            | Landgemeinde  | Kreis Viljandi   |        |        |       |
| Põltsamaa             | Põltsamaa                | 890          | 9.690            | Landgemeinde  | Kreis Jõgeva     |        |        |       |
| Põlva                 | Põlva                    | 706          | 13.395           | Landgemeinde  | Kreis Põlva      |        |        |       |
| Raasiku               | Aruküla                  | 159          | 5.115            | Landgemeinde  | Kreis Harju      |        |        |       |
| Rae                   | Jüri                     | 207          | 22.900           | Landgemeinde  | Kreis Harju      |        |        |       |
| Landgemeinde Rakvere  | Rakvere                  | 295          | 5.745            | Landgemeinde  | Kreis Lääne-Viru |        |        |       |
| Rakvere               | Rakvere                  | 11           | 15.141           | Stadtgemeinde | Kreis Lääne-Viru |        |        |       |
| Räpina                | Räpina                   | 593          | 6.115            | Landgemeinde  | Kreis Põlva      |        |        |       |
| Rapla                 | Rapla                    | 860          | 13.229           | Landgemeinde  | Kreis Rapla      |        |        |       |
| Rõuge                 | Rõuge                    | 411          | 4.877            | Landgemeinde  | Kreis Võru       |        |        |       |
| Ruhnu                 | Ruhnu                    | 12           | 89               | Landgemeinde  | Kreis Saare      |        |        |       |
| Saarde                | Kilingi-Nõmme            | 1.065        | 4.349            | Landgemeinde  | Kreis Pärnu      |        |        |       |
| Saaremaa              | Kuressaare               | 2.718        | 29.557           | Landgemeinde  | Kreis Saare      |        |        |       |
| Saku                  | Saku                     | 170          | 11.001           | Landgemeinde  | Kreis Harju      |        |        |       |
| Saue                  | Laagri                   | 629          | 24.111           | Landgemeinde  | Kreis Harju      |        |        |       |
| Setomaa               | Värska                   | 463          | 2.849            | Landgemeinde  | Kreis Võru       |        |        |       |
| Sillamäe              | Sillamäe                 | 12           | 12.439           | Stadtgemeinde | Kreis Ida-Viru   |        |        |       |
| Tallinn               | Tallinn                  | 159          | 437.817          | Stadtgemeinde | Kreis Harju      |        |        |       |
| Tapa                  | Tapa                     | 480          | 10.901           | Landgemeinde  | Kreis Lääne-Viru |        |        |       |
| Landgemeinde Tartu    | Kõrveküla                | 742          | 11.728           | Landgemeinde  | Kreis Tartu      |        |        |       |
| Tartu                 | Tartu                    | 154          | 98.313           | Stadtgemeinde | Kreis Tartu      |        |        |       |
| Toila                 | Toila                    | 266          | 4.335            | Landgemeinde  | Kreis Ida-Viru   |        |        |       |
| Tori                  | Sindi                    | 611          | 11.861           | Landgemeinde  | Kreis Pärnu      |        |        |       |
| Tõrva                 | Tõrva                    | 647          | 5.872            | Landgemeinde  | Kreis Valga      |        |        |       |
| Türi                  | Türi                     | 1.008        | 10.626           | Landgemeinde  | Kreis Järva      |        |        |       |
| Väike-Maarja          | Väike-Maarja             | 683          | 5.664            | Landgemeinde  | Kreis Lääne-Viru |        |        |       |
| Valga                 | Valga                    | 750          | 15.541           | Landgemeinde  | Kreis Valga      |        |        |       |
| Viimsi                | Viimsi                   | 73           | 21.872           | Landgemeinde  | Kreis Harju      |        |        |       |
| Landgemeinde Viljandi | Viljandi                 | 1.372        | 13.407           | Landgemeinde  | Kreis Viljandi   |        |        |       |
| Viljandi              | Viljandi                 | 15           | 17.245           | Stadtgemeinde | Kreis Viljandi   |        |        |       |
| Vinni                 | Pajusti                  | 1.372        | 13.407           | Landgemeinde  | Kreis Lääne-Viru |        |        |       |
| Viru-Nigula           | Viru-Nigula              | 312          | 5.647            | Landgemeinde  | Kreis Lääne-Viru |        |        |       |
| Vormsi                | Hullo                    | 95           | 301              | Landgemeinde  | Kreis Lääne      |        |        |       |
| Landgemeinde Võru     | Võru                     | 952          | 10.367           | Landgemeinde  | Kreis Võru       |        |        |       |
| Võru                  | Võru                     | 14           | 11.865           | Stadtgemeinde | Kreis Võru       |        |        |       |